# 종아리근
종아리근(fibularis muscles, peroneus muscles, peroneals) 또는 비골근(腓骨筋)은 종아리에 존재하는 근육들 세 개를 묶어 이르는 용어이다.

## 구성
종아리근에는 보통 긴종아리근, 짧은종아리근, 셋째종아리근이 존재한다.
긴종아리근과 짧은종아리근은 종아리가쪽칸에 위치하며 종아리동맥이 혈액을 공급하고, 얕은종아리신경이 분포한다. 셋째종아리근은 종아리앞칸에 위치하며 앞정강동맥이 혈액을 공급하고, 깊은종아리신경이 분포한다. 세 근육 모두가 발바닥을 가쪽으로 움직이는 가쪽번짐에 관여한다. 그러나 긴종아리근과 짧은종아리근은 발을 아래쪽으로 움직이는 발바닥굽힘을 일으키지만, 셋째종아리근은 반대로 발을 위쪽으로 움직이는 발등굽힘에 관여한다.
| 이름         | 위치         | 작용                 | 신경           | 동맥       |
| 긴종아리근   | 종아리가쪽칸 | 가쪽번짐, 발바닥굽힘 | 얕은종아리신경 | 종아리동맥 |
| 짧은종아리근 | 종아리가쪽칸 | 가쪽번짐, 발바닥굽힘 | 얕은종아리신경 | 종아리동맥 |
| 셋째종아리근 | 종아리앞칸   | 가쪽번짐, 발등굽힘   | 깊은종아리신경 | 앞정강동맥 |

종아리근은 변이가 많다. 여러 가지 변이가 존재할 수 있는데, 새끼종아리근(peroneus digiti minimi)이나 넷째종아리근(peroneus quartus)이 그 예시이다. 넷째종아리근은 긴발가락폄근의 힘줄과 긴밀히 연관되어 있으며 새끼발가락으로 작은 힘줄을 낼 수 있다.

## 명칭
Terminologia Anatomica는 'fibularis'를 'peroneus'보다 더 선호되는 용어로 지정하고 있다.

## 추가 이미지
- 위키미디어 공용에 종아리근 관련 미디어 분류가 있습니다.

아래에서 본 종아리근의 모습
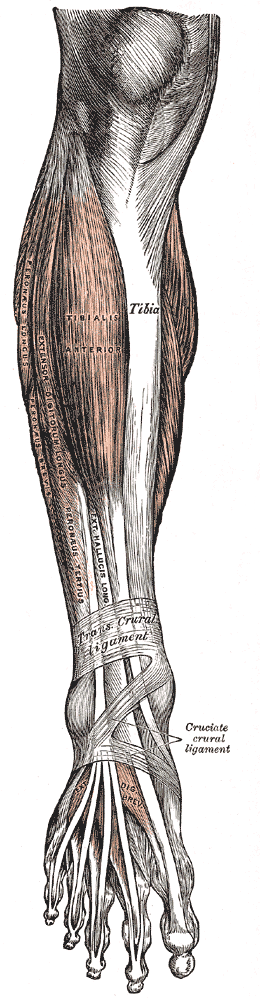
왼쪽 중간에 표시된 종아리근

## 같이 보기
- 종아리뼈